# Chobotnicovití
Chobotnicovití (Octopodidae D'Orbigny, 1840) je polyfyletická čeleď chobotnic. Patří do ní asi 200 druhů, a čeleď tak zahrnuje většinu známých chobotnic. Popsal ji Alcide Dessalines d'Orbigny v letech 1839 až 1842. Podle klasifikace ITIS z roku 2010 obsahuje tyto rody:
- podčeleď Bathypolypodinae Robson, 1929
  - rod Bathypolypus Grimpe, 1921
  - rod Benthoctopus Grimpe, 1921
  - rod Grimpella Robson, 1928
  - rod Teretoctopus Robson, 1929
- podčeleď Eledoninae Grimpe, 1921
  - rod Eledone Leach, 1817
  - rod Pareledone Robson, 1932
  - rod Tetracheledone Voss, 1955
  - rod Velodona Chun, 1915
  - rod Vosseledone Palacio, 1978
- podčeleď Graneledoninae Voss, 1988
  - rod Bentheledone Robson, 1932
  - rod Graneledone Joubin, 1918
  - rod Thaumeledone Robson, 1930
- podčeleď Megaleledoninae Taki, 1961
  - rod Megaleledone Taki, 1961
- podčeleď Octopodinae Grimpe, 1921
  - rod Ameloctopus Norman, 1992
  - rod Aphrodoctopus Roper et Mangold, 1992
  - rod Cistopus Gray, 1849
  - rod Enteroctopus Rochebrune et Mabille, 1889
  - rod Euaxoctopus Voss, 1971
  - rod Hapalochlaena Robson, 1929
  - rod Octopus Cuvier, 1797
  - rod Pteroctopus Fischer, 1882 in 1880-1887
  - rod Robsonella Adam, 1938
  - rod Scaeurgus Troschel, 1857
  - rod Thaumoctopus Mark Norman & Hochberg, 2005
  - rod Wunderpus Hochberg, Norman & Finn, 2006